# دونكان غراهام
دونكان غراهام هو سياسي كندي، ولد في 5 أكتوبر 1845 في رامارا في كندا، وتوفي في 7 فبراير 1934 في كندا. انتخب عضو مجلس العموم الكندي.